# Africa Subsahariană

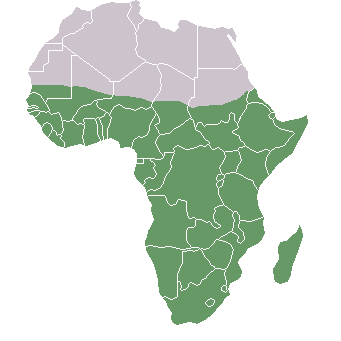
O hartă politică care arată granițele naționale, în relație cu breșa ecologică (Africa Subsahariană în verde)

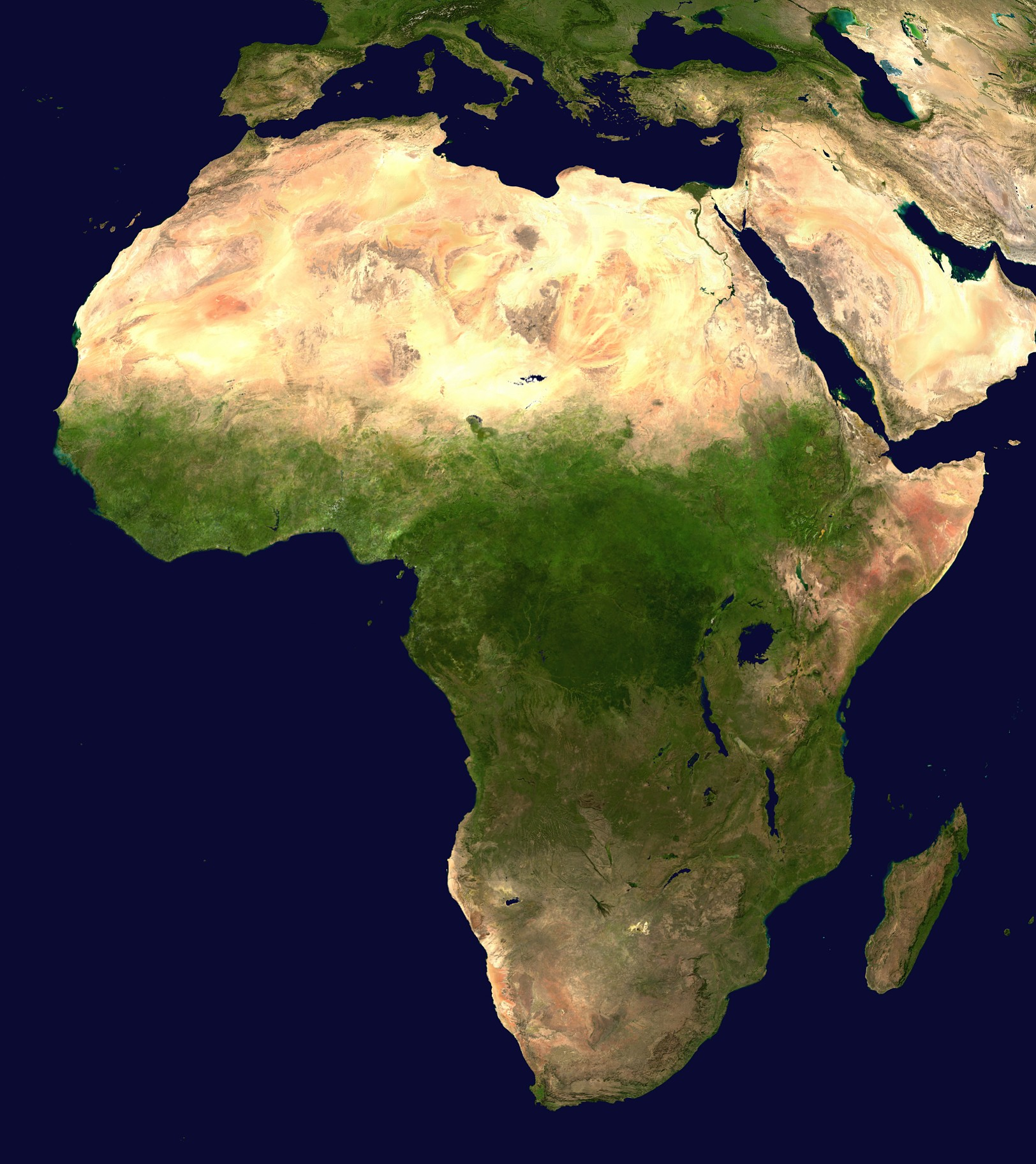
O hartă geografică, care arată breșa ecologică ce definește regiunea Subsahariană

Africa Subsahariană este un termen folosit pentru a descrie regiunea din continentul african care se află la sud de Deșertul Sahara. Geografic, linia care separă cele două zone este limita de sud a Deșertul Sahara. Conform Organizației Națiunilor Unite, Africa Subsahariană constă din țări africane aflate complet sau parțial la sud de Sahara.
În secolul XIX, europenii numeau această regiune Africa Neagră, din cauza culorii pielii a băștinașilor și pentru că o mare parte din ea nu fusese explorată.